# Iker Hernández
Iker Hernández Ezquerro (Urnieta, 8 de abril de 1994) es un futbolista español. Juega como delantero centro en el Club Deportivo Izarra de la Segunda División RFEF.

## Trayectoria
Nacido en la localidad guipuzcoana de Urnieta, Iker Hernández se inició en la cantera del Antiguoko. En 2008 llegó a la cantera de la Real Sociedad. Tras realizar la pretemporada con el primer equipo en 2011, Iker debutó con el Sanse en Segunda División B el 26 de noviembre, en un partido contra la S. D. Ponferradina. Ascendió definitivamente al filial txuriurdin en la temporada 2012-2013, marcando 5 goles. En la temporada 2013-2014 anotó 11 goles, siendo el máximo goleador del filial.
El 17 de diciembre de 2014 Iker debutó con el primer equipo, en un partido de la Copa del Rey (victoria 2-0 contra el Real Oviedo), entrando en sustitución de Alfred Finnbogason.Hizo su debut en Primera División tres días más tarde, de nuevo, saliendo desde el banquillo para sustituir al delantero islandés, en un partido frente al Levante que finalizó 1-1.
Tras volver a ser máximo goleador del filial con 9 goles y haber debutado en Primera División, la Real Sociedad decidió cederle al Barakaldo de la Segunda División B, en 2015. A pesar de disputar 37 partidos y terminar segundo de su grupo con el conjunto fabril, al finalizar la temporada el conjunto donostiarra decidió no renovar su contrato.
En el verano de 2016 recaló en el Bilbao Athletic, tras su descenso a Segunda División B. Recién comenzada la temporada, sufrió una grave lesión de clavícula que le obligó a ser operado. El 5 de noviembre debutó con el filial bilbaíno, casi tres meses después de su operación. Durante el resto de la temporada, fue suplente habitual de Asier Villalibre y sólo pudo ser titular en ocho partidos sin conseguir anotar.
Para la temporada 2017/2018 se incorporó al Burgos CF, tras haber rescindido su contrato con el Bilbao Athletic.
El 31 de agosto de 2018 se incorporó al FC Den Bosch de los Países Bajos, donde firmó por una temporada. A finales de diciembre de 2018 se anunció su fichaje por el Club Bolívar. Iker se convirtió en el cuarto jugador español en firmar por el club paceño.El 31 de enero, sin llegar a debutar con Club Bolívar, fue cedido al Club San José de Oruro por una temporada. El 5 de marzo debutó en Copa Libertadores en el encuentro de la primera jornada ante Flamengo. Tres semanas después logró su primer gol con el equipo minero en el Estadio Jesús Bermúdez ante Blooming (5-1).
El 4 de enero de 2020 se incorporó al Royal Pari boliviano.El 28 de enero de 2021, regresó a España para jugar en las filas de la UD Melilla de la Segunda División B. El 23 de junio de 2022 fue anunciado como nuevo refuerzo de Santiago Wanderers de la Primera B de Chile.
El 17 de enero de 2023 firmó con el CD Ibiza Islas Pitiusas de la Segunda Federación.En agosto de 2023 fichó por el Vestri Ísafjördur de la segunda división islandesa. Con el club islandés disputó once encuentros y marcó dos tantos, siendo el más importante el que anotó en la prórroga de la final de la eliminatoria de ascenso, disputada el 30 de septiembre, ante el Ungmennafélagið Afturelding (1-0).
El 1 de enero de 2024 se incorporó al Club Deportivo Calahorra de la Segunda Federación.

## Clubes
| Club                                | País         | Año         |
| ----------------------------------- | ------------ | ----------- |
| Real Sociedad "B"                   | España       | 2011-2015   |
| Real Sociedad                       | España       | 2014-2015   |
| Barakaldo C. F. (cedido)            | España       | 2015-2016   |
| Bilbao Athletic                     | España       | 2016-2017   |
| Burgos C.F.                         | España       | 2017-2018   |
| FC Den Bosch                        | Países Bajos | 2018        |
| San José                            | Bolivia      | 2019        |
| Royal Pari                          | Bolivia      | 2020        |
| UD Melilla                          | España       | 2021-2022   |
| Santiago Wanderers                  | Chile        | 2022        |
| Club Deportivo Ibiza Islas Pitiusas | España       | 2023        |
| Vestri Ísafjördur                   | Islandia     | 2023        |
| Club Deportivo Calahorra            | España       | 2024        |
| Club Deportivo Izarra               | España       | 2024 - Act. |

## Selección nacional
Iker Hernández ha sido internacional en las categorías inferiores de la selección española. Participó en el Europeo Sub-19 de 2013, donde España cayó en semifinales ante Francia.
| Selección                            | País   | Periodo   | Partidos (goles) |
| ------------------------------------ | ------ | --------- | ---------------- |
| Selección de fútbol sub-17 de España | España | 2009-2010 | 8 (6)            |
| Selección de fútbol sub-18 de España | España | 2012      | 2 (1)            |
| Selección de fútbol sub-19 de España | España | 2013      | 6 (2)            |